# Lloyd Hamilton
Lloyd Hamilton (ur. 19 sierpnia 1891, zm. 19 stycznia 1935) – amerykański aktor filmowy.

## Filmografia
- 1913: Dorothea and Chief Razamataz jako Chief Razamataz
- 1915: Ham w haremie jako Ham
- 1917: Bulls or Bullets jako Ham
- 1923: The Optimist
- 1932: Doubling in the Quickies jako Joe Diltz
- 1934: An Old Gypsy Custom

## Wyróżnienia
Posiada swoją gwiazdę na Hollywoodzkiej Alei Gwiazd.